# Earl Wilson (giornalista)
Harvey  Earl Wilson (Rockford, 3 maggio 1907 – Yonkers, 16 gennaio 1987) è stato un giornalista e scrittore statunitense.

## Biografia
Nato nello Stato dell'Ohio studiò all'Heidelberg College e all'università di stato dell'Ohio terminandola nel 1931 specializzandosi in giornalismo.
Scrisse per il New York Post dal 1942 al 1983. Si firmava prima con That's Earl, brother con il nickname di Midnight Earl e poi Last Night With Earl Wilson. Comparve anche in alcuni film.
Strinse amicizia con Marilyn Monroe che definì Mmmmmmm Girl.

## Opere
- The Show Business Nobody Knows
- Show Business Laid Bare (ISBN 978-0399112768)
- Sinatra—an Unauthorized Biography (ISBN 978-0451074874).